# Les Fugitifs (nouvelle)
Pour les articles homonymes, voir Les Fugitifs.
Les Fugitifs (titre original : The Runners) est une nouvelle de George R. R. Martin, parue pour la première fois en septembre 1975 dans le magazine The Magazine of Fantasy & Science Fiction. Elle est incluse dans le recueil original Des astres et des ombres (Songs of Stars and Shadows), regroupant neuf histoires de Martin, publié en juillet 1977. 
Elle est traduite une première fois en français sous le titre La Poursuite et publiée dans la revue Fiction no 330 en juin 1982 puis incluse, avec une autre traduction et sous le titre Les Fugitifs, dans le recueil paru en avril 1983 aux éditions J'ai lu.

## Résumé
Le Maître Sondeur (une sorte d'enquêteur) Colmer (qui a le Talent : il peut sonder les esprits des autres), découvre que son client, Ed Bryl, a organisé lui-même le complot qui le terrorise...